# Unia Monakijska
Unia Monakijska (fr. Union monégasque) – monakijskie stowarzyszenie utworzone w czerwcu 2017 roku przez Jeana-François Robillona, Jeana-Louisa Grinda i Bernarda Pasquiera.

## Historia
Grupa polityczna „Unia Monakijska” reprezentująca centrową ideologię powstała na bazie założonej w 2013 roku koalicji wyborczej („Związek Narodowy dla Przyszłości Monako”, Unia dla Księstwa i Niezależni).

## Wyniki w wyborach
| Rok  | Liczba głosów | % głosów | Mandaty |
| ---- | ------------- | -------- | ------- |
| 2003 | 60 339        | 58,45%   | 21/24   |
| 2008 | 53 523        | 52,20%   | 21/24   |
| 2013 | 43 743        | 38,99%   | 3/24    |
| 2018 | 17 895        | 16,19%   | 1/24    |